# Copa del Rey de fútbol 1922
La Copa del Rey de Fútbol de 1922 fue la vigésima edición de la competición. La conquistó el Fútbol Club Barcelona, que añadía por quinta vez su nombre al palmarés del torneo. Se disputó a lo largo de los meses marzo, abril y mayo del año 1922 por los equipos campeones de los distintos torneos regionales celebrados en la temporada anterior.

## Equipos clasificados
Participaron en esta edición de la Copa los ganadores de los ocho torneos regionales que se disputaron en España durante la primera mitad de la temporada 1921-22.
|  | Campeonato                      |                                 | Representante             |  |
|  | Campeonato Regional de Asturias | Campeonato Regional de Asturias | Real Sporting de Gijón    |  |
|  | Copa Cataluña                   | Copa Cataluña                   | Fútbol Club Barcelona     |  |
|  | Campeonato Regional Centro      | Campeonato Regional Centro      | Real Madrid Fútbol Club   |  |
|  | Campeonato de Galicia           | Campeonato de Galicia           | Real Club Fortuna de Vigo |  |
|  | Campeonato de Guipúzcoa         | Campeonato de Guipúzcoa         | Real Unión Club           |  |
|  | Campeonato Regional de Vizcaya  | Campeonato Regional de Vizcaya  | Arenas Club de Guecho     |  |
|  | Campeonato Regional de Levante  | Campeonato Regional de Levante  | España F. C. de Valencia  |  |
|  | Copa de Andalucía               | Copa de Andalucía               | Sevilla Fútbol Club       |  |

## Fase final
Consistió en dos rondas a doble partido con los enfrentamientos decididos según la región de procedencia del club. En caso de quedar empatados a victorias, se jugaba un partido de desempate en campo neutral. Los dos últimos contendientes se enfrentaron en la final a partido único en campo neutral.
|  | Cuartos de final         | Cuartos de final | Cuartos de final |   |                   | Semifinales    | Semifinales    | Semifinales    |  |                 | Final      | Final      |  |
|  | 12 y 19 de marzo         | 12 y 19 de marzo | 12 y 19 de marzo |   |                   | 2 y 4 de abril | 2 y 4 de abril | 2 y 4 de abril |  |                 | 14 de mayo | 14 de mayo |  |
|  |                          |                  |                  |   |                   |                |                |                |  |                 |            |            |  |
|  | Arenas de Guecho         | 4                | 2                |   |                   |                |                |                |  |                 |            |            |  |
|  | Real Madrid              | 0                | 5                |   |                   |                |                |                |  |                 |            |            |  |
|  | Real Madrid              | 0                | 5                |   | Real Madrid       | 2              | 1              |                |  |                 |            |            |  |
|  |                          |                  |                  |   | Real Madrid       | 2              | 1              |                |  |                 |            |            |  |
|  |                          | Real Unión Club  | 1                | 4 |                   |                |                |                |  |                 |            |            |  |
|  | Real Unión Club          | Real Unión Club  | 1                | 4 | 4                 | 5              |                |                |  |                 |            |            |  |
|  | Real Unión Club          |                  |                  |   | 4                 | 5              |                |                |  |                 |            |            |  |
|  | Fortuna de Vigo          | 0                | 0                |   |                   |                |                |                |  |                 |            |            |  |
|  |                          |                  |                  |   |                   |                |                |                |  | Real Unión Club | 1          |            |  |
|  |                          | F. C. Barcelona  | 5                |   |                   |                |                |                |  |                 |            |            |  |
|  | Sporting de Gijón        | 6                | 7                |   |                   |                |                |                |  |                 |            |            |  |
|  | España F. C. de Valencia | 0                | 0                |   |                   |                |                |                |  |                 |            |            |  |
|  | España F. C. de Valencia | 0                | 0                |   | Sporting de Gijón | 1              | 2              |                |  |                 |            |            |  |
|  |                          |                  |                  |   | Sporting de Gijón | 1              | 2              |                |  |                 |            |            |  |
|  |                          | F. C. Barcelona  | 1                | 7 |                   |                |                |                |  |                 |            |            |  |
|  | Sevilla F. C.            | F. C. Barcelona  | 1                | 7 | 0                 | 1              |                |                |  |                 |            |            |  |
|  | Sevilla F. C.            |                  |                  |   | 0                 | 1              |                |                |  |                 |            |            |  |
|  | F. C. Barcelona          | 1                | 7                |   |                   |                |                |                |  |                 |            |            |  |

### Cuartos de final
Los partidos correspondientes a la eliminatoria de cuartos de final se jugaron todos en el mismo día, jugándose la ida el 12 de marzo y la vuelta el 19 de marzo. Todas las eliminatorias fueron dominadas con bastante facilidad por los equipos ganadores de la misma salvo la que enfrentó al Real Madrid y el Arenas de Guecho que exigió hasta tres desempates y una prórroga (en el primero de ellos que terminó con 0-0 en el tiempo reglamentario y 1-1 después de la misma) para que finalmente el Real Madrid pasara de ronda. Los desempates se disputaron en un campo neutral de Madrid los días 22, 23 y 29 de marzo.

#### Arenas de Guecho - Real Madrid
| Ida; 12 de marzo de 1921, 15:45 | Arenas Club                                                    | 4:0 | Real Madrid | Sin datos, Bilbao |                   |
|                                 | Zabalza 10' · Vallana 1T' (pen.) · Sin Datos 1T' · Zubiaga 2T' |     |             | Árbitro(s): Peris | Árbitro(s): Peris |

| Vuelta; 19 de marzo de 1922 | Real Madrid                                                 | 5:2 | Arenas Club             | Estadio de O'Donnell, Madrid |                     |
|                             | Monjardín 1' · De Miguel 5' · Monjardín 2T' · De Miguel 2T' |     | Zubiaga 1T' · Robus 2T' | Árbitro(s): Torrens          | Árbitro(s): Torrens |

| 1.er desempate; 21 de marzo de 1922 | Real Madrid         | 1:1 (t. s.)(1:1 t. s.) | Arenas Club   | Estadio de O'Donnell, Madrid |                   |
|                                     | Monjardín 1T' (pró) |                        | Barturen 119' | Árbitro(s): Ruete            | Árbitro(s): Ruete |

| 2.º desempate; 22 de marzo de 1922                           | Real Madrid       | 1:1 | Arenas Club   | Martínez Campos, Madrid |                   |
|                                                              | Escobal 80' (pen) |     | Sin datos 1T' | Árbitro(s): Peris       | Árbitro(s): Peris |
| Por falta de luz el árbitro termina el partido sin prórroga. |                   |     |               |                         |                   |

| 3.er desempate; 29 de marzo de 1922 | Real Madrid       | 3:0 | Arenas Club | Martínez Campos, Madrid |                    |
|                                     | Monjardín 43' 2T' |     |             | Árbitro(s): Lemmel      | Árbitro(s): Lemmel |

#### Real Unión - Fortuna de Vigo
| Ida; 12 de marzo de 1922 | Real Unión                                 | 4:0 | Fortuna de Vigo | Stadium Gal, Irún          |                            |
|                          | Patricio 30' · Zabala 32' 57' · Azurza 82' |     |                 | Árbitro(s): Emilio Sampere | Árbitro(s): Emilio Sampere |

| Vuelta; 19 de marzo de 1922 | Fortuna de Vigo | 0:5 | Real Unión | Campo de Coya, Vigo |  |
|                             |                 |     |            | Árbitro(s): Peris   |  |

#### Sporting de Gijón - España F. C.
| Ida; 12 de marzo de 1922 | Sporting de Gijón | 6:0 | España F. C. de Valencia | El Molinón, Gijón     |  |
|                          |                   |     |                          | Árbitro(s): Sin datos |  |

| Vuelta; 12 de marzo de 1922 | España F. C. de Valencia | 0:7 | Sporting de Gijón                                          | Sin datos, Valencia  |                      |
|                             |                          |     | Menea 1T' (pen) · Palacios 2T' · Bolodas 2T' · Arcadio 2T' | Árbitro(s): Lloveras | Árbitro(s): Lloveras |

#### Sevilla F. C. - F. C. Barcelona
| Ida; 12 de marzo de 1922 | Sevilla F. C. | 0:1 | F. C. Barcelona | Estadio Reina Victoria, Sevilla |                    |
|                          |               |     | Piera 2T'       | Árbitro(s): Cárcer              | Árbitro(s): Cárcer |

| Vuelta; 19 de marzo de 1922 | F. C. Barcelona                                                          | 7:1 | Sevilla F. C.     | Campo de Les Corts, Barcelona |                       |
|                             | Alcántara 1T' 23' 89' · Samitier 22' · Gracia 27' 59' · Planas 2T' (pen) |     | Spencer 2T' (pen) | Árbitro(s): Gutiérrez         | Árbitro(s): Gutiérrez |

### Semifinales
Las semifinales se disputaron en sus partidos de ida el día 2 de abril y en los de vuelta una semana más tarde, el 9 de abril. Curiosamente en la eliminatoria que enfrentaba al Real Madrid y al Real Unión también se hizo necesario un desempate al haber ganado los dos equipos sus partidos como locales. Pero esta vez la moneda cayó en cruz para los intereses madridistas que veían el 11 de abril en San Sebastián como perdían todas sus opciones de volver a una final de Copa después de varios años sin jugarla. En la otra eliminatoria el empate a uno en Barcelona parecía poner las cosas francas para los «sportinguistas» pero un contundente 7 a 2 en Gijón daba el pase al Barça.

#### Real Madrid - Real Unión
| Ida; 2 de abril de 1922 | Real Madrid                       | 2:1 | Real Unión   | Estadio de O'Donnell, Madrid |                    |
|                         | Monjardín 2T' · Escobal 2T' (pen) |     | Patricio 1T' | Árbitro(s): Lemmel           | Árbitro(s): Lemmel |

| Vuelta; 9 de abril de 1922 | Real Unión                     | 4:1 | Real Madrid  | Stadium Gal, Irún   |                     |
|                            | Zabala 3' 11' · Azurza 14' 25' |     | González 35' | Árbitro(s): Vallana | Árbitro(s): Vallana |

| Desempate; 11 de abril de 1922 | Real Unión                                           | 4:0 | Real Madrid | Atocha, San Sebastián |                     |
|                                | Patricio 22' · René 2T' (pen) 2T' (pen) · Azurza 83' |     |             | Árbitro(s): Vallana   | Árbitro(s): Vallana |

#### Sporting de Gijón - F. C. Barcelona
| Ida; 2 de abril de 1922 | Sporting de Gijón | 1:1 | F. C. Barcelona | El Molinón, Gijón   |                     |
|                         | Bango 85' (pen)   |     | Planas 1T'      | Árbitro(s): Vallana | Árbitro(s): Vallana |

| Vuelta; 9 de abril de 1922 | F. C. Barcelona                                                      | 7:2 | Sporting de Gijón | Campo de Les Corts, Barcelona |                     |
|                            | Planas 1T' · Gracia 15' 1T' · Alcántara 1T' 45' 2T' · Sagi-Barba 2T' |     | Bango 42' 85'     | Árbitro(s): Montero           | Árbitro(s): Montero |

### Final
Con un llenazo impresionante en el Estadio de Coya de Vigo, la final comenzó a las cuatro y media de la tarde con un gran ambiente en las gradas y en el campo. La primera parte mostró un dominio territorial y del balón por parte del Real Unión que no se traducia en claras oportunidades de gol. Con el equipo azulgrana mucho más acertado de cara a portería llegó el primer gol de la tarde en el minuto 22 a la salida de un córner. Esto serviría de acicate para el equipo irundarra que se lanzaría fogosamente sobre el arco defendido por Ricardo Zamora. Y así en un córner conseguido a base de garra por los blanquinegros se produjo el empate en un magnífico remate de Patricio Arabolaza. Después de unos minutos de arreón en los que parece que los «unionistas» parece que van a conseguir darle la vuelta al resultado. Pero el juego pasa a ser controlado por el Fútbol Club Barcelona, que en un remate de cabeza de Samitier pondría el 2-1. La Real Unión sintió el golpe y se desquició volcándose al ataque. Al borde del descanso el Barça mete el 3-1 que parece dejar el partido encarrilado al descanso. Cuando el juego se reanuda la Real Unión sigue empeñada en acortar distancias y en unos primeros minutos de acoso al marco rival casi lo consigue. Pero pasado el empuje inicial es el Barcelona el que quién controlaba el encuentro. A los veinte minutos se produjo una tangana y parte de los jugadores de la Real Unión abandonaron el campo en protesta porque el árbitro no había sancionado con tarjeta roja a un jugador del Barcelona por lo que ellos comprendían una entrada salvaje. Se llevaba un cuarto de hora con el partido suspendido cuando los jugadores irundarras deciden volver al campo. Pero ya poco se podía hacer puesto que el Barcelona aprovechó el desconcierto para en cinco minutos poner el resultado definitivo. Al final 5-1 para los catalanes que se llevaron la copa a Barcelona.
| 1  | PO | Ricardo Zamora            |  |
| 2  | DF | José Planas               |  |
| 3  | DF | Salvador Martínez Surroca |  |
| 4  | MC | Ramón Torralba            |  |
| 5  | MC | Agustín Sancho            |  |
| 6  | MC | José Samitier             |  |
| 7  | DE | Vicente Piera             |  |
| 8  | DE | Vicente Martínez          |  |
| 9  | DE | Clemente Gracia           |  |
| 10 | DE | Paulino Alcántara         |  |
| 11 | DE | Emilio Sagi Barba         |  |
| DT | DT | Jack Greenwell            |  |

| 1  | PO | Domingo Muguruza    |  |  |
| 2  | DF | Ignacio Berges      |  |  |
| 3  | DF | Román Emery         |  |  |
| 4  | MC | Francisco Gamborena |  |  |
| 5  | MC | René Petit          |  |  |
| 6  | MC | Ramón Eguiazábal    |  |  |
| 7  | DE | José Echeveste      |  |  |
| 8  | DE | José Luis Zabala    |  |  |
| 9  | DE | Patricio Arabolaza  |  |  |
| 10 | DE | Ramón Azurza        |  |  |
| 11 | DE | Elías Acosta        |  |  |
| DT |    |                     |  |  |

|  | 22' | R. Torralba  | 1-0 |
|  | 1T  | J. Samitier  | 2-1 |
|  | 1T  | P. Alcántara | 3-1 |
|  | 85' | C. Gracia    | 4-1 |
|  | 90' | P. Alcántara | 5-1 |

|  | 30' | P. Arabolaza | 1-1 |

| Árbitro:        | M. Balways |
| Jueces de línea | Escalera   |
| Jueces de línea | Vázquez    |
| Reporte         |            |

| 1  | PO | Ricardo Zamora            |  |
| 2  | DF | José Planas               |  |
| 3  | DF | Salvador Martínez Surroca |  |
| 4  | MC | Ramón Torralba            |  |
| 5  | MC | Agustín Sancho            |  |
| 6  | MC | José Samitier             |  |
| 7  | DE | Vicente Piera             |  |
| 8  | DE | Vicente Martínez          |  |
| 9  | DE | Clemente Gracia           |  |
| 10 | DE | Paulino Alcántara         |  |
| 11 | DE | Emilio Sagi Barba         |  |
| DT | DT | Jack Greenwell            |  |

| 1  | PO | Domingo Muguruza    |  |  |
| 2  | DF | Ignacio Berges      |  |  |
| 3  | DF | Román Emery         |  |  |
| 4  | MC | Francisco Gamborena |  |  |
| 5  | MC | René Petit          |  |  |
| 6  | MC | Ramón Eguiazábal    |  |  |
| 7  | DE | José Echeveste      |  |  |
| 8  | DE | José Luis Zabala    |  |  |
| 9  | DE | Patricio Arabolaza  |  |  |
| 10 | DE | Ramón Azurza        |  |  |
| 11 | DE | Elías Acosta        |  |  |
| DT |    |                     |  |  |

|  | 22' | R. Torralba  | 1-0 |
|  | 1T  | J. Samitier  | 2-1 |
|  | 1T  | P. Alcántara | 3-1 |
|  | 85' | C. Gracia    | 4-1 |
|  | 90' | P. Alcántara | 5-1 |

|  | 30' | P. Arabolaza | 1-1 |

| Árbitro:        | M. Balways |
| Jueces de línea | Escalera   |
| Jueces de línea | Vázquez    |
| Reporte         |            |

|                         |
| Campeón F. C. BARCELONA |
| Quinto título           |